# Accron-Gogankomey
Accron-Gogankomey est un quartier du 1er arrondissement de la commune de Porto-Novo localisé dans le département de l'Ouémé au sud-est du Bénin.

## Histoire et Toponymie

### Histoire
Accron-Gogankomey devient officiellement un quartier du 1er arrondissement de la commune de Porto-Novo le 6 mars 2015 à la suite de la loi no 2015-01 modifiant et complétant la loi no 2013-05 du 27 mai 2013 portant création, organisation, attribution et fonctionnement des unités administratives locales en république du Benin.

## Population
Selon le recensement général de la population et de l'habitation de 2013 conduit par l'Institut national de la statistique et de l'analyse économique (INSAE), Accron-Gogankomey compte ménages 567 et 2 243 habitats.